# دهانه روشه‌شوار
دهانه روشه‌شوار (انگلیسی: Rochechouart crater) یک دهانه برخوردی در فرانسه است. شکل و ساختار آغازین دهانه در اثر فرسایش از میان رفته و هیچ نشانهٔ آشکاری از دهانه به چشم نمی‌خورد. از این رو، دقیق‌تر آن است که روشه‌شوار را یک ساختار برخوردی بدانیم.